# Tres Lomas (partido)
Pour les articles homonymes, voir Tres Lomas.
Tres Lomas est un partido situé dans la province de Buenos Aires, dont le chef-lieu est Tres Lomas.

## Démographie
La population dans le partido compte 7 685 habitants en 2001 et 11 126 en 2020.
| Population | 8712 | 11126 |
| Variation  | -    | 0-    |

## Voies de communication
- Routes nationales : RN 5 et RN 33.
- Routes provinciales : RP 85
- Aérodrome : Aéroclub Tres Lomas - code aérien FR25749